# Martyniwka (rejon żytomierski)
Martyniwka (ukr. Мартинівка) – wieś na Ukrainie, w obwodzie żytomierskim, w rejonie żytomierskim, w hromadzie Pułyny. W 2001 liczyła 574 mieszkańców.